# گرهارت برایتنبرگر
گرهارت برایتنبرگر (آلمانی: Gerhard Breitenberger؛ زادهٔ ۱۴ اکتبر ۱۹۵۴) بازیکن فوتبال اهل اتریش بود.
از باشگاه‌هایی که در آن بازی کرده‌است می‌توان به باشگاه فوتبال مشلان، باشگاه فوتبال ردبول زالتسبورگ، و باشگاه فوتبال آستریا زالتسبورگ اشاره کرد.
وی همچنین در تیم ملی فوتبال اتریش بازی کرده‌است.